# アルマジロ (即製装甲車)
アルマジロ (Armadillo)は、第二次世界大戦中の1940年から41年にかけてのイギリス本土へのドイツ軍の侵攻危機の際に、イギリス軍が応急的に開発した即製戦闘車両である。
アルマジロは標準的な輸送トラックの運転席と荷台部分を簡易な装甲板で防護し、機関銃などで武装した車両で、主にイギリス空軍連隊によって航空基地や飛行場を防御する目的で配備された他、ホーム・ガードの部隊によっても使用された。

## 概要

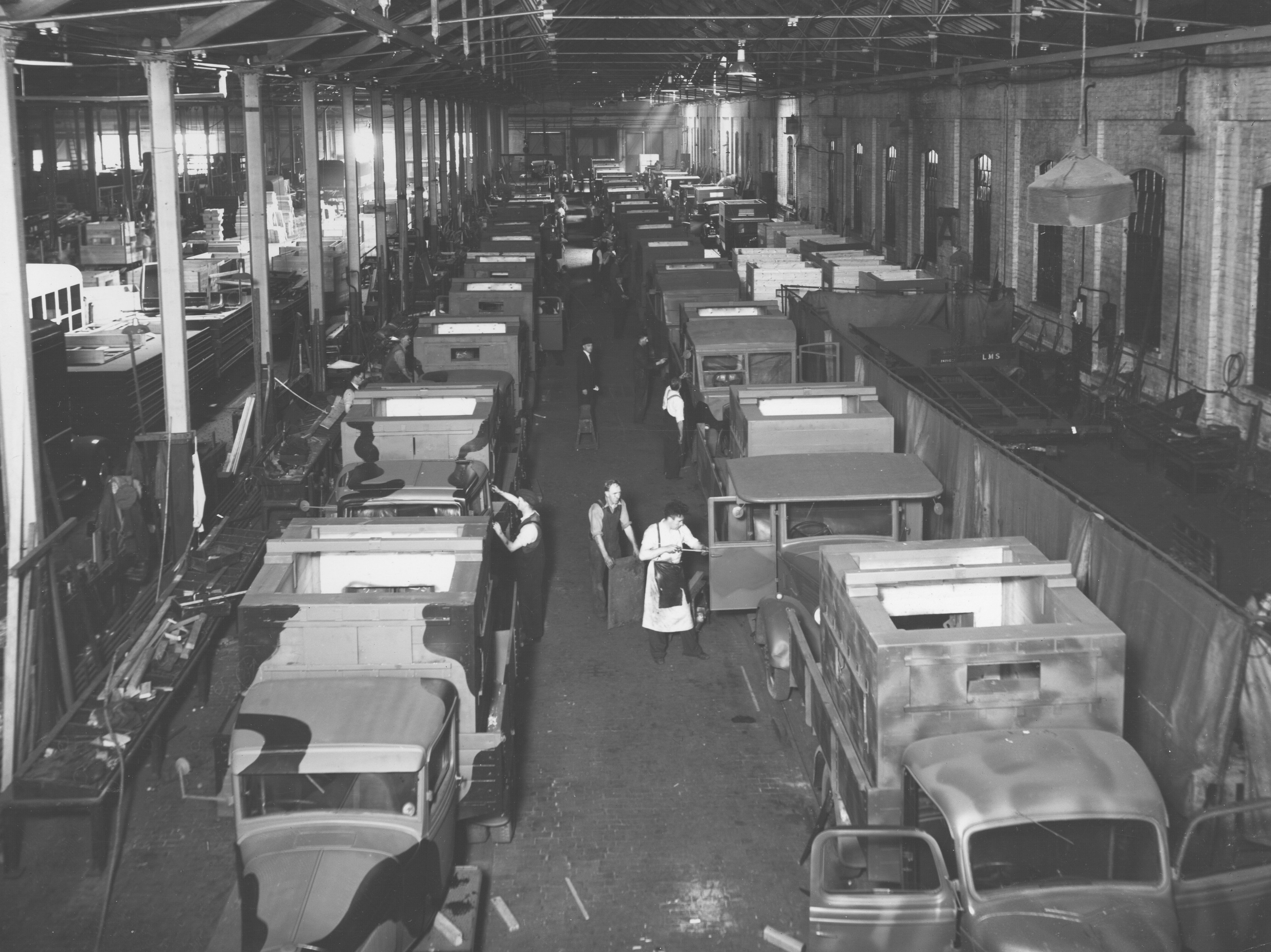
ウォルバートンで量産されるアルマジロ装甲車

1940年のドイツ軍によるフランス侵攻でフランスが陥落した事により、イギリス本土へのドイツ軍の侵攻の危険性が高まり、イギリス政府はこれに対する対応を進めていた。
このとき問題の一つと考えられたのは、ドイツ軍の空挺部隊から飛行場や滑走路を守る方法で、理想的には機動力のある戦車や装甲車によって飛行場の広い空間をカバーする方法がベストであったが、イギリス軍はダンケルクの戦いでの撤退作戦（ダイナモ作戦）において戦車などの重装備を多数失っており、この目的のために新たに装甲車などを配備する余裕はないと考えられた。そこで代替案として、民間や軍向けに既に開発・製造されている汎用トラックを改造した即製装甲車の配備が検討された。
イギリス空軍は1940年5月頃に仕様検討を行い、6月4日には具体的な設計をほぼ完了した。設計されたアルマジロ Mk.Iは、トラックの荷台部分に箱型の戦闘室を設置し、数名の兵士が乗り込んで左右の銃眼から機関銃などを使用可能となっていた。戦闘室の装甲板は二重化された約20mmの木の板で構成され、2枚の板の間（約150mm）に砂利を詰めることで防御力を確保していた。戦闘室上部は開放されておりスライド式の銃架が取り付けられ、一般的には1両のアルマジロに2挺のルイス軽機関銃と3挺のライフル銃が装備された。
アルマジロMk.Iはすぐに量産が始まり6月7日には最初の20台が軍に納品され、その後2週間で312両が完成した。6月20日に航空省は追加で300両の発注を行った。この時発注されたアルマジロ Mk.IIはベース車両を積載量1.5tのベッドフォードOXまたは積載量3tのベッドフォードOY系に統一していた。
最終タイプとなったアルマジロ Mk.IIIは積載量3tのベッドフォードOY系の車体をベースにコベントリー兵器工場（COW）製の37mm機関砲を搭載していた。この砲は第一次世界大戦の終わりごろに航空機関砲として開発されたもので徹甲弾または榴弾を使用可能であったが、試験ではあまり良い結果が得られず、一部の飛行艇に対小型舟艇用として装備された他は余剰化していたものだった。アルマジロ Mk.IIIは55両が製造された。
アルマジロは装甲車として考えると防御力が低かったが、対抗する相手となる空挺兵が火力のある重火器を装備している可能性は低いと考えられたためあまり問題視されていなかった。仕様書では、アルマジロは移動式トーチカや固定砲台のように特定の場所にとどまって使用するのではなく、機動力のある車両として運用するよう指示されていた。尚、同時期に類似の目的で開発されたバイソンは、重装甲で機動性が低く、装甲車ではあったが固定砲台のような運用がなされていた。
1942年の中ごろには通常の装甲車の生産数が回復したためアルマジロの役割はハンバー軽偵察車に引き継がれ、残存していたアルマジロの一部はホーム・ガードに引き渡された。この時点で、追加発注された分もふくめて総計877両のアルマジロが生産された。